# Katharine McCormick
Katharine McCormick, née Dexter le 27 août 1875 à Dexter (Michigan) et morte le 28 décembre 1967, biologiste de formation, est une suffragette et philanthrope américaine. Elle a soutenu les recherches aboutissant à la création de la première pilule œstroprogestative.

## Jeunesse et éducation
Katharine Dexter a grandi à Chicago où son père, Wirt Dexter, était un avocat important. En 1890, après la mort de son père d’une crise cardiaque à l’âge de 57 ans, elle a déménagé à Boston alors qu’elle avait 14 ans. Quatre ans plus tard, son frère Samuel n’a pas survécu à une méningite et est mort à seulement 25 ans. Katharine a fini ses études à l’Institut de Technologie du Massachusetts et a obtenu une licence de biologie en 1904.

## Mariage avec Stanley McCormick
Elle prévoyait de poursuivre des études de médecine mais elle a à la place épousé Stanley Robert McCormick, le plus jeune fils de Cyrus McCormick et héritier de la fortune de l’entreprise International Trucks, le 15 septembre 1904. En septembre 1905, ils ont emménagé dans une maison de Brooklyn, dans le Massachusetts. Le couple n’a pas eu d’enfants.
Stanley a été diplômé de l’université de Princeton en 1895. Il avait également été un joueur talentueux au sein de l’équipe de tennis de l’université. Cependant, sa santé mentale manifestait des signes de détérioration progressive. En septembre 1906, il a été hospitalisé pendant plus d’un an à l’Hôpital McLean où il a été diagnostiqué comme atteint de démence précoce, un terme désignant ce qu’on appelle aujourd’hui la schizophrénie.
En juin 1908, Stanley fut déplacé dans une résidence familiale à Montecito, en Californie, où sa sœur atteinte de la même maladie avait vécu entre 1898 et 1904 avant d’être placée dans un sanatorium en Alabama. En 1909, Stanley fut déclaré inapte à exercer son métier d’avocat et sa tutelle fut partagée entre Katharine et la famille McCormick.

## Activisme pour les droits des femmes
La volonté de Katharine d’établir l’égalité entre les genres était visible très tôt. En tant qu’étudiante au MIT, elle se confronta aux membres de l’administration. L’université exigeait que les femmes portent des chapeaux (ornés de plumes selon la mode). Katharine refusa en faisant remarquer que les chapeaux à plumes présentaient un risque d’incendie dans les laboratoires. En conséquence, l’administration de MIT changea ses règles.
En 1909, McCormick prit la parole au premier rassemblement extérieur pour le vote des femmes au Massachusetts. Elle devint la vice-présidente et trésorière de la National American Woman Suffrage Association (Association nationale pour le suffrage des femmes américaines), et fonda le journal de l’association, Woman’s Journal. Elle organisa une grande partie des efforts de Carrie Chapman Catt pour obtenir la ratification du dix-neuvième amendement. En travaillant avec Catt, elle rencontra de nombreuses autres activistes, dont Mary Dennett et Margaret Sanger. Katharine rencontra Sanger en 1917 et, plus tard dans la même année, elle rejoignit The Committee of 100, un groupe de femmes agissant pour la légalisation de la contraception. Au cours de la Première Guerre mondiale, Katharine fut également la présidente du département de l’association au service de la guerre. De plus, elle était membre de du Comité des femmes au conseil de la défense nationale. En 1920, après la ratification du dix-neuvième amendement, McCormick devint la vice-présidente de la League of Women Voters (Ligue des voteuses).
A travers les années 1920, McCormick travailla avec Sanger sur des problématiques de contraception. Elle participa à un trafic de diaphragmes d’Europe vers New York City pour le bureau de recherche clinique de Sanger. De plus, en 1927, elle accueillit dans sa maison de Genève une réception de représentants officiels participant à la Conférence mondiale sur la population de 1927. Elle aida au trafic et à la distribution de plus de 1000 diaphragmes à la clinique de Sanger. Cette année-là, McCormick se tourna également vers l’endocrinologie pour aider son mari, pensant qu’une glande défectueuse était à l’origine de sa schizophrénie.

## Philanthropie
Katharine était déterminée à trouver comment guérir son mari. Convaincue que sa maladie était due à une glande défectueuse et qu’elle pouvait être soignée par un traitement hormonal, elle établit la Fondation de Recherche neuroendocrinienne de 1927 à 1947 à la faculté de médecine de l’université d’Harvard. Ce fut le premier institut américain à mener des recherches sur le lien entre endocrinologie et troubles psychologiques. La mère de Katharine mourut le 16 novembre 1937 à 91 ans, laissant Katharine en possession d’une fortune dépassant les 10 millions de dollars. Stanley mourut quant à lui le 19 janvier 1947 à 72 ans, transmettant à Katharine plus de 35 millions de dollars.
En 1953, McCormick rencontra Gregory Goodwin Pincus à travers Margaret Sanger. Pincus travaillait sur le développement d’une pilule contraceptive hormonale depuis 1951 dans son propre laboratoire de recherche, la Worcester Foundation for Experimental Biology. L’entreprise pharmaceutique qui finançait ses travaux avait arrêté de le soutenir car il n’avait pas encore fait de profit. Katharine se chargea alors de financer ses recherches. Ses donations ont débuté à 100 000 $ annuels, puis entre 150 000 et 180 000 $ annuels jusqu’à sa mort en 1967. En tout, McCormick a donné presque 2 millions de dollars, soit 23 millions de dollars actuels. En 1957, la Food and Drug Administration approuva la vente de la pilule pour des troubles menstruels et ajouta la contraception à ses indications en 1960. Même après l’approbation de la pilule, elle continua à financer le laboratoire de Pincus pour le développement d’amélioration des méthodes de contraception au cours des années 1960. Elle ne se contenta pas d'envoyer de l'argent, et déménagea plus près du laboratoire pour superviser les travaux et s'assurer de leur rapidité.